# كين هاريلسون
كين هاريلسون (بالإنجليزية: Ken Harrelson) هو مقدم تلفزيوني أمريكي، ولد في 4 سبتمبر 1941 في وودروف في الولايات المتحدة.

## وصلات خارجية
- كين هاريلسون على موقع دوري كرة القاعدة الرئيسي (الإنجليزية)
- كين هاريلسون على موقعبيزبول رفرنس.كوم (الدوري الرئيسي) (الإنجليزية)
- كين هاريلسون على موقعبيزبول رفرنس.كوم (الدوري الثانوي) (الإنجليزية)
- كين هاريلسون على موقع جمعية أبحاث البيسبول الأمريكية (الإنجليزية)
- كين هاريلسون على موقع إي إس بي إن.كوم (أم.أل.بي) (الإنجليزية)
- كين هاريلسون على موقع مشجعي الرسوم البيانية (الإنجليزية)